# Torre de Arcas
Torre de Arcas (Torredarques en catalán) es un municipio y localidad española de la provincia de Teruel, en la comunidad autónoma de Aragón. El término municipal, ubicado en la comarca de Matarraña, tiene una poblacioń de 82 habitantes (INE 2024).

## Geografía

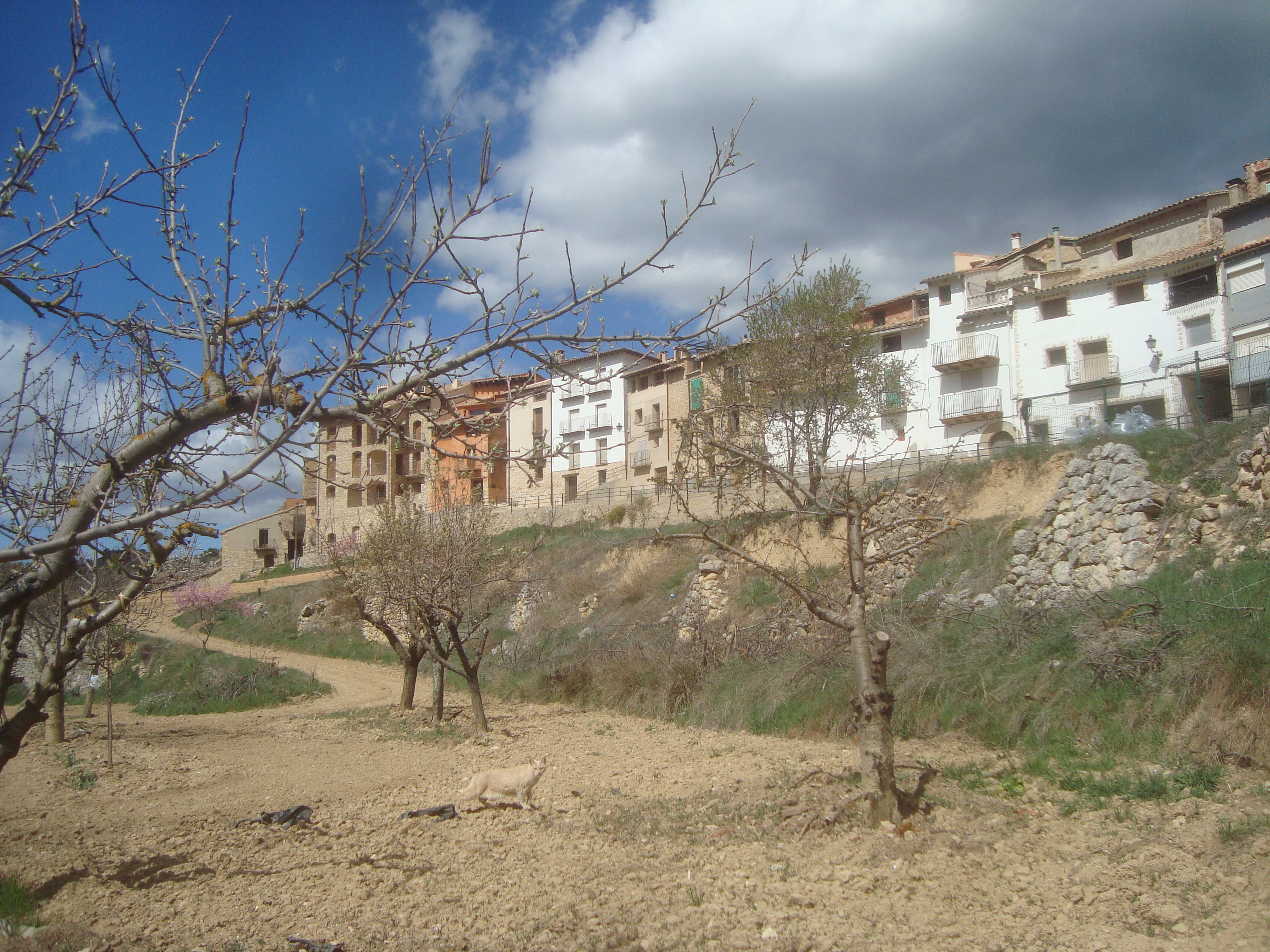
Vista de Torre de Arcas

Integrado en la comarca del Matarraña, se sitúa a 151 km de la capital provincial. El término municipal está atravesado por la carretera nacional N-232 entre los pK 84 y 89. 
El relieve del municipio es montañoso y abrupto, con numerosos barrancos que discurren entre las diferentes zonas montañosas pertenecientes al Sistema Ibérico. Las sierra de Marondes se extiende al noroeste superando los 800 m de altitud. La sierra del Monegrell se extiende al oeste y suroeste y hace de límite con la provincia de Castellón y supera los 900 m de altitud. Finalmente, la sierra de los Sabinosos se extiende por el sureste, superando los 1100 m de altitud. La altitud oscila entre los 1151 m en el extremo suroriental (Tossal Gros), en el límite con Herbés y Monroyo, y los 570 m al norte, en el barranco de Torre de Arcas. El pueblo se alza a 745 m sobre el nivel del mar.
| Noroeste: Aguaviva                          | Norte: La Cerollera y Monroyo                                | Noreste: Monroyo            |
| Oeste: Zorita del Maestrazgo (Castellón)    |                                                              | Este: Monroyo               |
| Suroeste: Zorita del Maestrazgo (Castellón) | Sur: Zorita del Maestrazgo (Castellón) y Morella (Castellón) | Sureste: Herbés (Castellón) |

## Historia

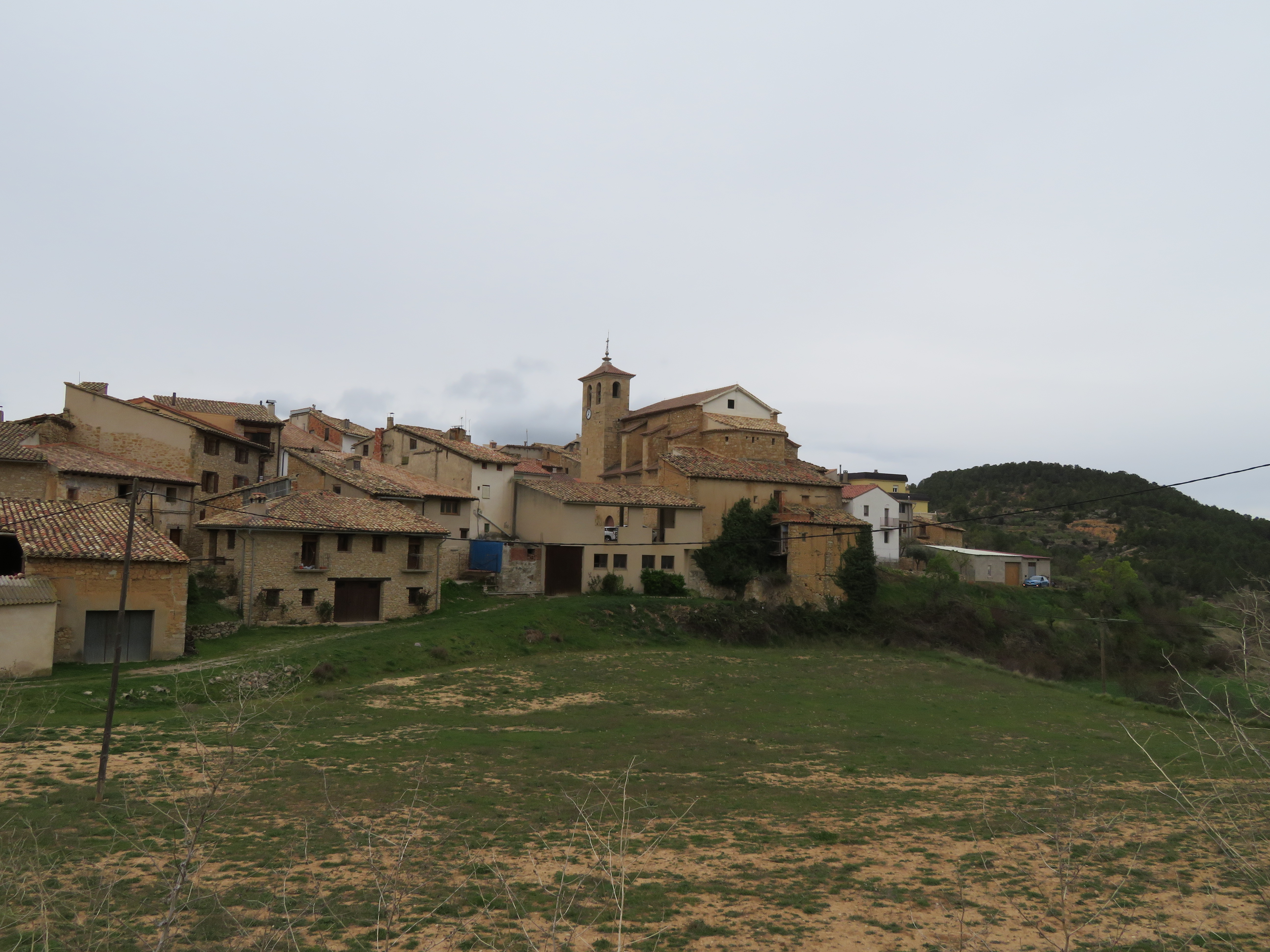
Municipio de Torre de Arcas

Hacia mediados del siglo XIX, el lugar tenía contabilizada una población de 485 habitantes. La localidad aparece descrita en el decimoquinto volumen del Diccionario geográfico-estadístico-histórico de España y sus posesiones de Ultramar de Pascual Madoz de la siguiente manera:

TORRE DE ARCAS: v. con ayunt. en la prov. de Teruel (10 leg.), part. jud. de Valderrobres (4), aud. terr., dióc. de Zaragoza y c. g. de Aragon. sit. en la orilla del camino que de Cataluña va á Teruel, cercada de varios cerros que la dominan; el clima es frio y las enfermedades comunes los constipados é inflamaciones. Se compone de 88 casas; una escuela de instruccion primaria concurrida por 18 niños; una fuente para el consumo de la pobl.; igl. parr. (San Miguel Arcángel), servida por un cura de segundo ascenso y de provision ordinaria, y un cementerio que en nada perjudica a la salud á pesar de hallarse en el pueblo. Confina el térm. por el N. con el de Cerollera; E. Peñarroya; S. la Pobleta de Morella, y O. las Parras de Castellote; hay en él 11 masías ó cas. de labranza; un arroyo que toma el nombre de la v. y tiene su origen de los manantiales que brotan en diferentes puntos del térm. El terreno es escabroso y de mediana calidad, habiendo un monte llamado de la Cogulla con arbolado de pinar. Los caminos conducen á Morella, Hervés y otros puntos inmediatos. El correo se recibe de Alcañiz. prod.: trigo, centeno, vino, aceite y alguna seda, frutas y verduras; hay ganado lanar y cabrío y caza de perdices y conejos. pobl.: 121 vec., 485 almas. riqueza imp.: 44,595 rs.
(Madoz, 1849, p. 64)

## Demografía
Torre de Arcas cuenta con una población de 82 habitantes (INE 2024).
| Gráfica de evolución demográfica de Torre de Arcas entre 1842 y 2021                                                |
| |
| Población de derecho según los censos de población del INE Población de hecho según los censos de población del INE |

## Administración y política

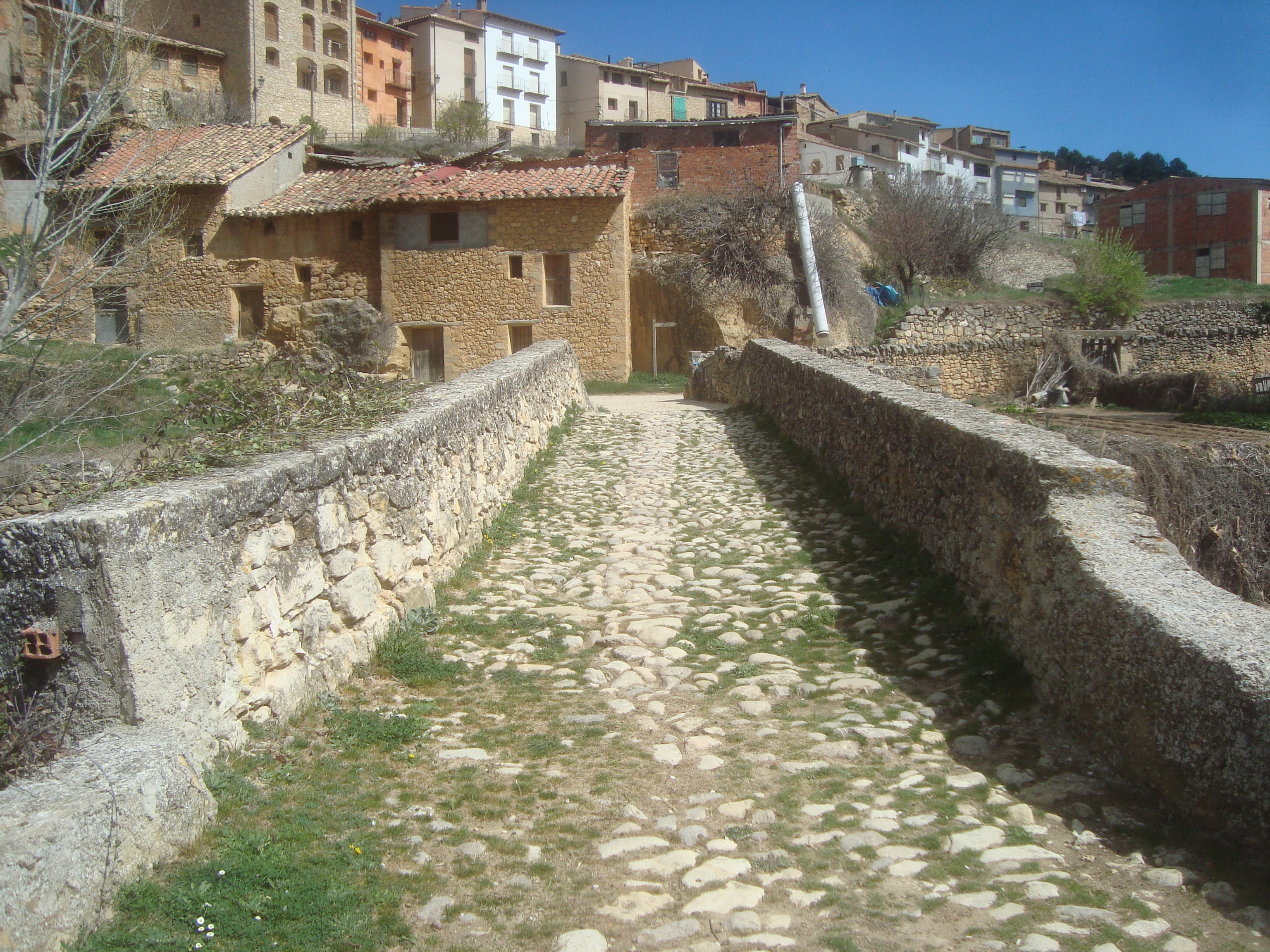
Suelo empedrado del puente medieval del barranco de Torre de Arcas

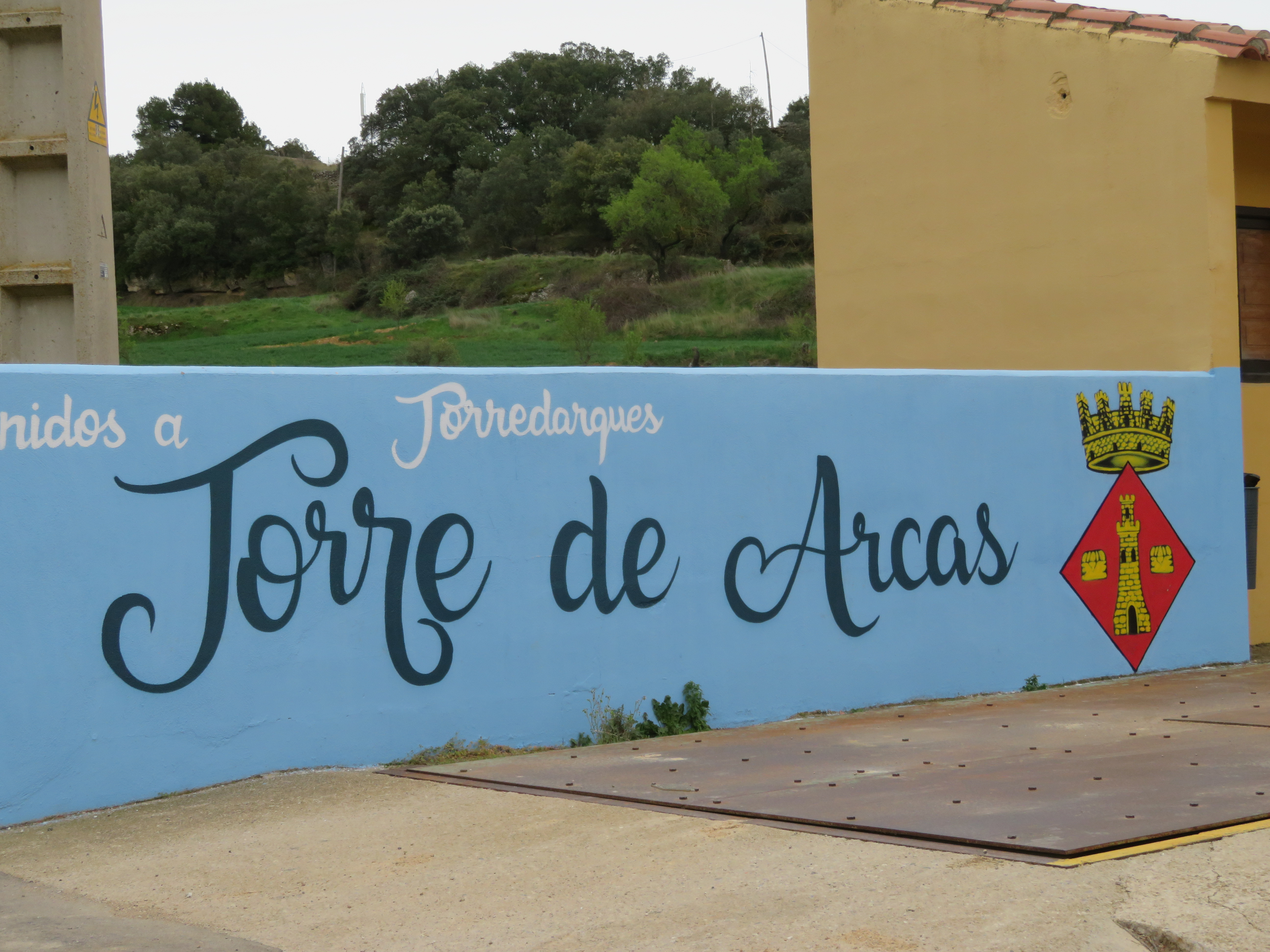
Grafía de recibimiento y bienvenida a la localidad

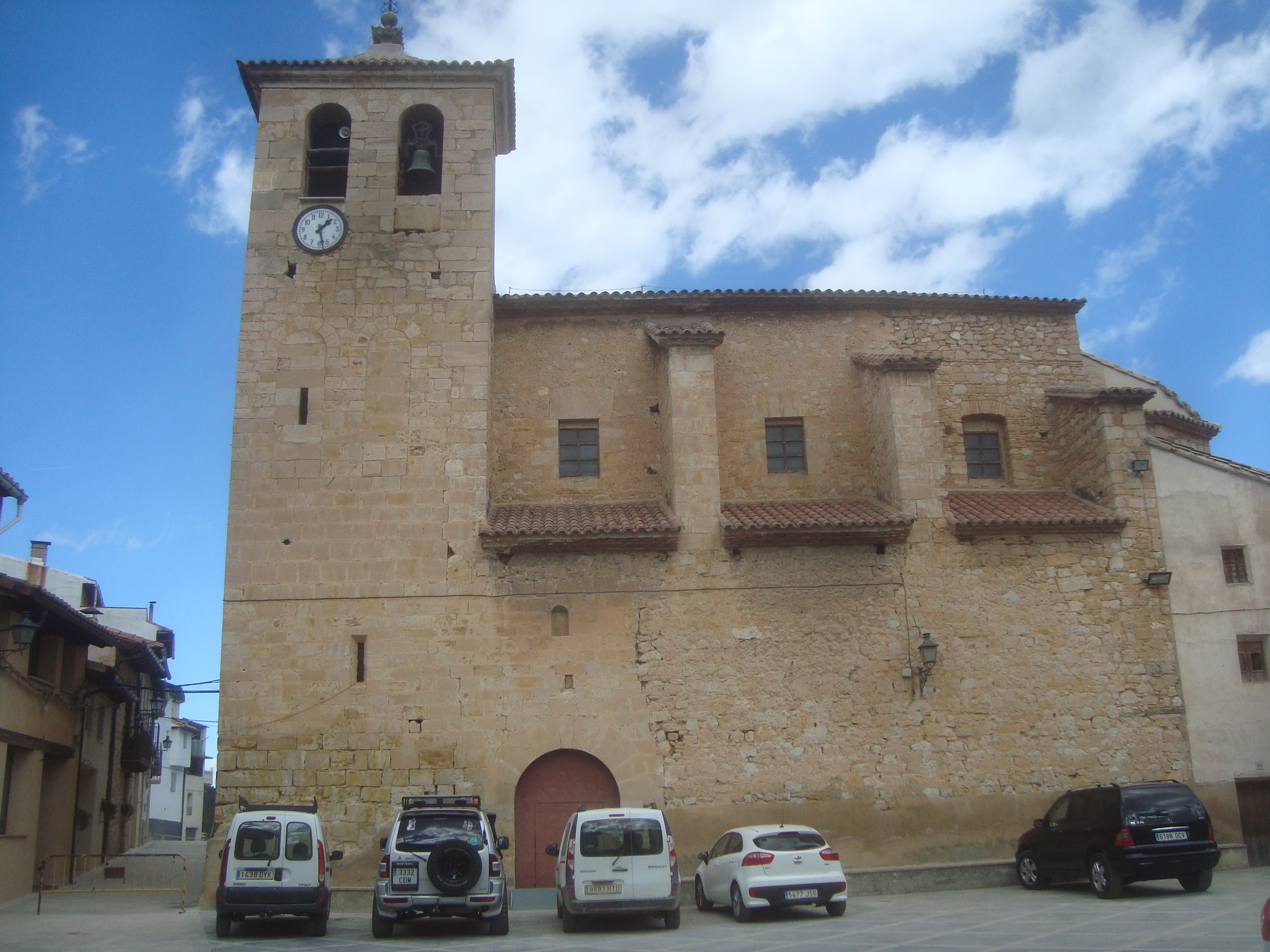
Iglesia parroquial de San Bernardo

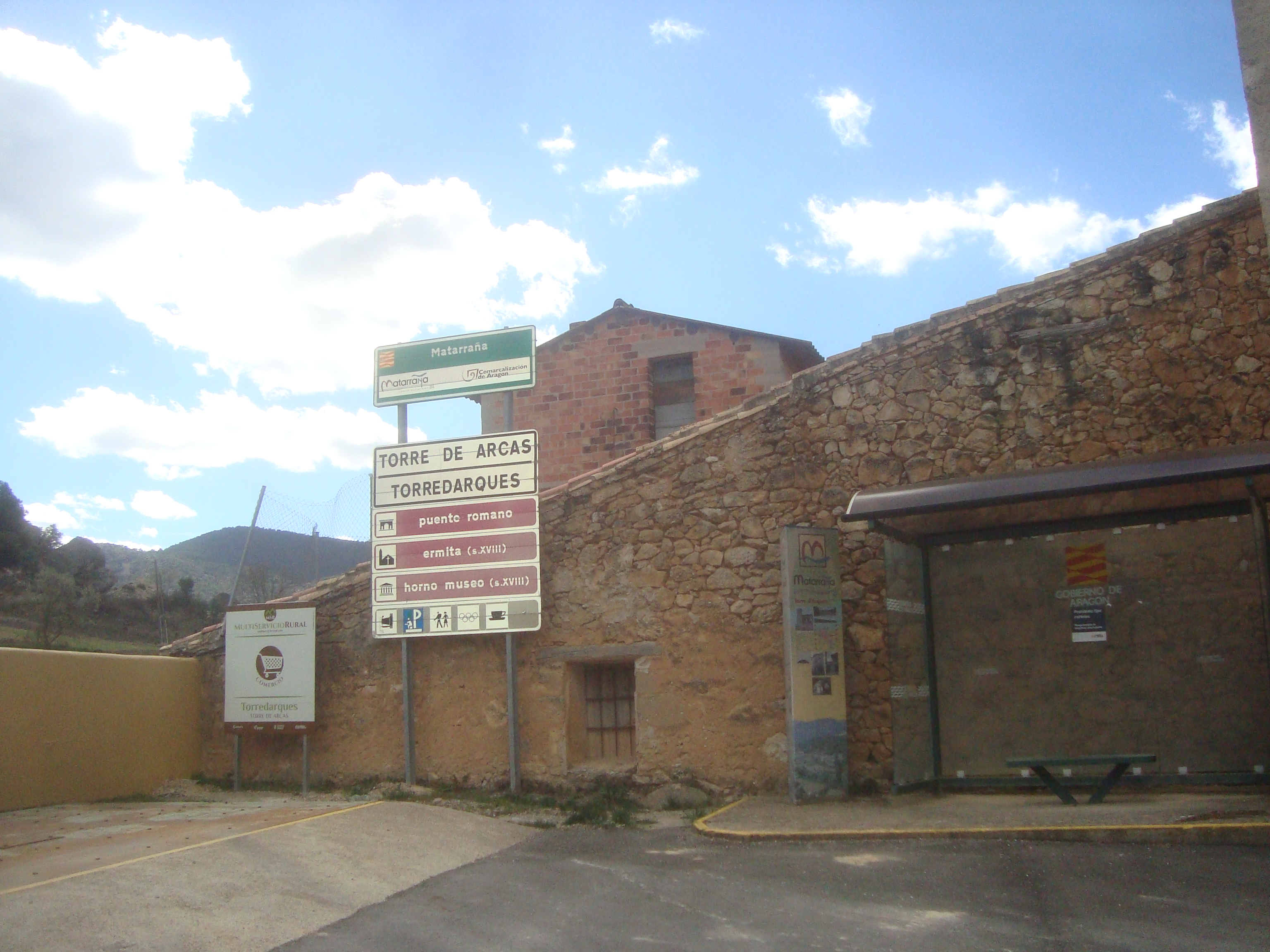
Torre de Arcas

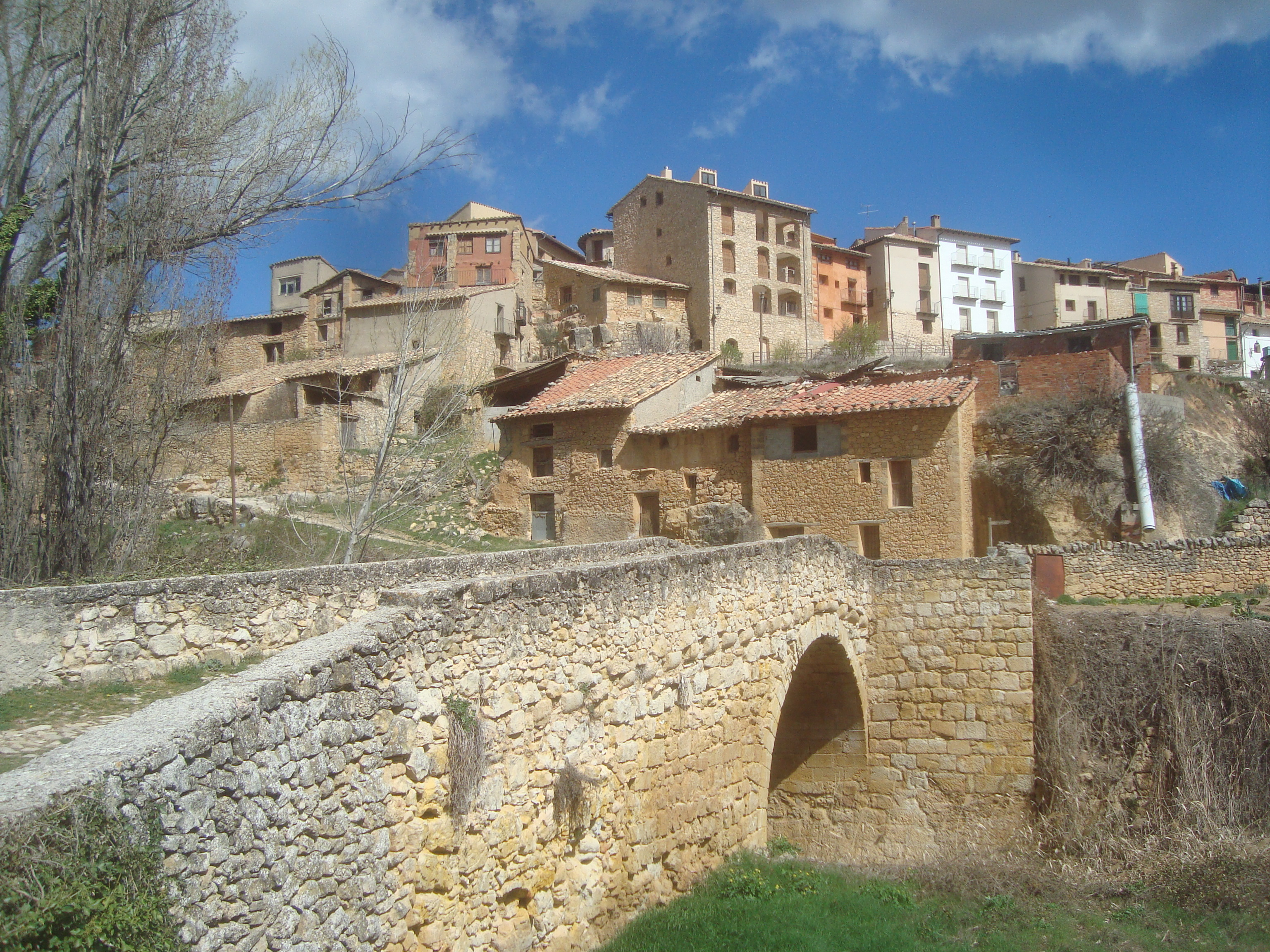
Puente medieval

| Período   | Alcalde                        | Partido |  |
| --------- | ------------------------------ | ------- |  |
| 1979-1983 | Pedro Balletbó Estopiñán       | UCD     |  |
| 1983-1987 |                                |         |  |
| 1987-1991 |                                |         |  |
| 1991-1995 |                                |         |  |
| 1995-1999 |                                |         |  |
| 1999-2003 |                                |         |  |
| 2003-2007 |                                |         |  |
| 2007-2011 |                                |         |  |
| 2011-2015 | Juan Antonio Estopiñán Segarra | PAR     |  |

| Partido político    | Partido político                                   | 2003   | 2007   | 2011   | 2015   |
| Partido político    | Partido político                                   | Ediles | Ediles | Ediles | Ediles |
|                     | Partido Aragonés (PAR)                             | 5      | 1      | 3      | 2      |
|                     | Partido de los Socialistas de Aragón (PSOE-Aragón) | —      | 0      | 0      | 1      |
|                     | Partido Popular de Aragón (PP)                     | —      | 0      | —      | 0      |
| Total de concejales | Total de concejales                                | 5      | 1      | 3      | 3      |

## Cultura

### Festividades
- Las fiestas mayores se celebran desde el día 19 al 22 de agosto en honor a san Bernardo, patrón de la localidad.[9]

- Se celebra una romería a la ermita de San Bernardo el 22 de agosto, dentro de los actos de las fiestas mayores, durante aquella se reparte licores y pastas.[9]

### Patrimonio
- Iglesia parroquial de San Bernardo, templo renacentista construido en diversas fases, la mayor parte es del siglo XVII, la torre y la portada (1595) son del siglo XVI.[9]

- Ermita de San Bernardo, ermita de estilo barroco tardío, siglo XVIII.

- Puente medieval de suelo empedrado, por donde pasa un camino local antiguo que unía Monroyo con Zorita. En la base del arco del puente está la Font Vella, de agua manantial.[9]

- Horno de pan cocer de propiedad comunal del siglo XVIII o XIX. Un panadero nombrado por el Ayuntamiento se encargaba de la cocción del pan crudo que había sido elaborado previamente por cada familia en su casa.[9]